# Tiphia punctata
Tiphia punctata (лат.) — вид ос рода Tiphia из семейства Tiphiidae (Hymenoptera). Япония.

## Описание
Жалящие перепончатокрылые. Основная окраска тела чёрная. Этот вид может быть распознан по следующей комбинации признаков: брюшной сертнит S1 с латеральной бороздкой на задней половине; верх переднеспинки с частыми плотно расположенными точками; латеральный край наличника плоский и не утолщённый; поверхность проподеальной ареолы сильно изогнута медиально, постепенно наклонена кзади; медиальный продольный киль на проподеальной ареоле слабо развит, его вершина отчетливо отделена от заднего края ареолы; латеральный край проподеальной ареолы слегка сходится кзади или субпараллельно, обеспечивая прямоугольную или субтрапециевидную форму; проподеальная ареола с резким медиальным продольным килем, простирающимся над задней 1/2 ареолы; первый брюшной сернит S1 без глубокой медиальной ямкой; тергиты T3—T5 с прямыми длинными белыми волосками. Передний киль переднеспинки полный и сильный; первый тергит спереди без поперечного киля. Усики самок 12-члениковые. Мезоскутум с передней медиальной бороздкой и нотаулусом. Личинки предположительно, как и близкие виды, паразитируют на пластинчатоусых жуках (Scarabaeidae). Вид был впервые описан в 1873 году, а его валидный статус подтверждён в ходе ревизии, проведённой в 2021 году китайскими энтомологами Qian Han, Bin Chen и Ting-Jing Li (Chongqing Normal University, Чунцин, Китай). Включён в состав подрода Jaynesia.